# Петрос Канелидис
Петрос Канелидис (на гръцки: Πέτρος Κανελλίδης) е гръцки журналист и революционер, деец на Гръцката въоръжена пропаганда в Македония.

## Биография
Канелидис е роден в 1846 година в Кутифарис, Пелопонес. Взима участие в Критското въстание в 1866 година. Включва се в гръцката въоръжена пропаганда в Македония, като един от основните организатори в Македонския комитет в Атина. Работи като политически журналист във вестник „Еон“ (Αιών, в превод Векове). Основава ежедневника „Кери“ (Καιροί, в превод Времена), който излиза в Атина от 1872 до 1923 година. Канелидис е главен редактор на вестника до смъртта си в 1911 година. Канелидис също така е главен секретар на Атинския университет и председател на Съюза на журналистите в Гърция.